# ضغط جوي تقني

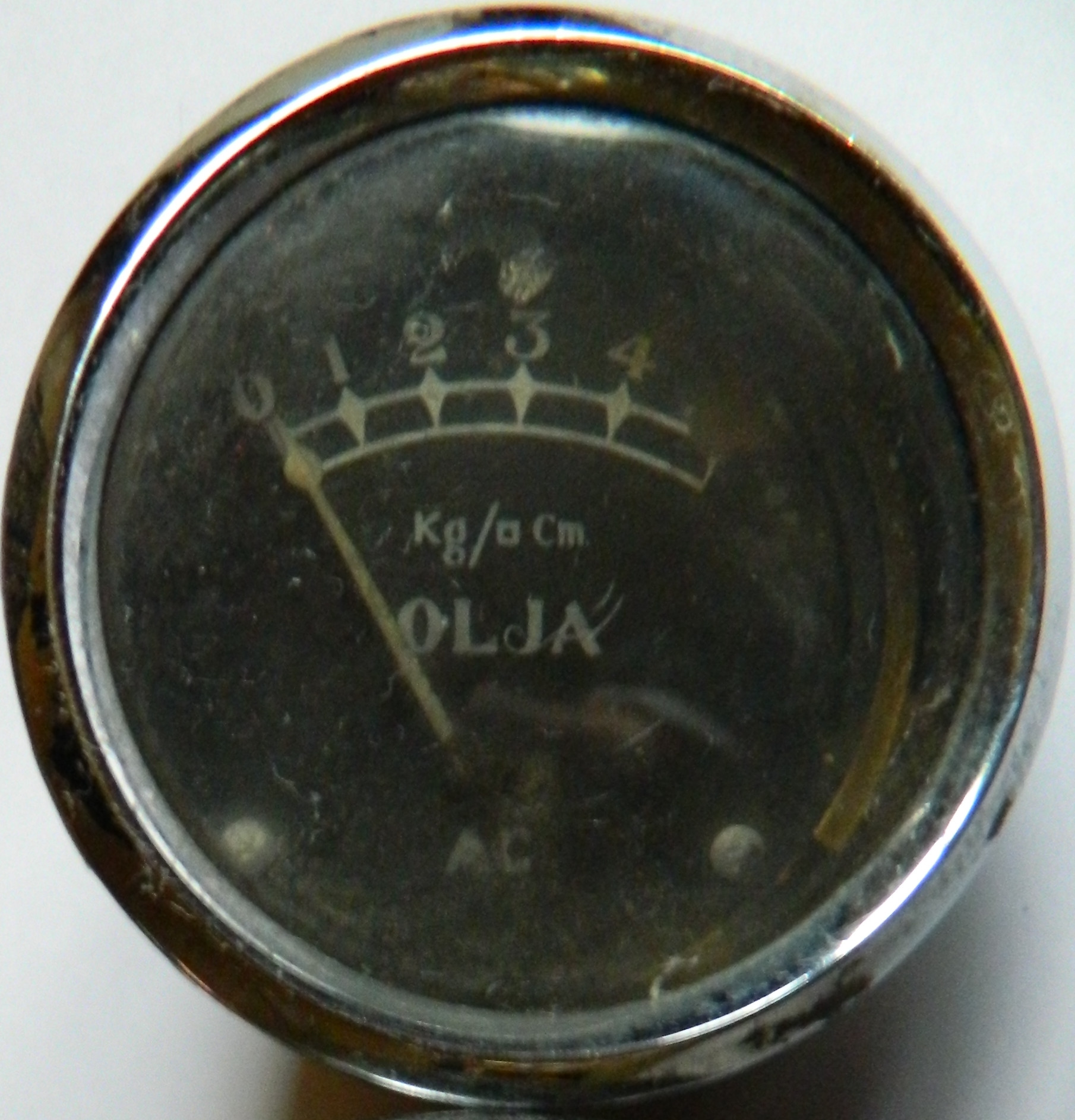
مقياس ضغط آخر كجم / سم 2

ضغط جوي تقني أو اختصارا جو تقني (بالإنجليزية: technical atmosphere)‏: يرمز له بـ at هي وحدة ضغط ليست من نظام الوحدات الدولي تساوي واحد كيلو غرام ثقلي في السنتيمتر المربع.
| 1 ضغط جوي تقني | = 98.0665 كيلوباسكال    |
| 1 ضغط جوي تقني | ≈ 0.96784 ضغط جوي نظامي |
|                                | باسكال (Pa)  | بار (bar)      | ضغط جوي تقني (at) | ضغط جوي (atm) | ميلليمتر زئبق (Torr) | باوند ثقلي في البوصة المربعة (psi) |
| ------------------------------ | ------------ | -------------- | ----------------- | ------------- | -------------------- | ---------------------------------- |
| 1 باسكال                       | ≡ 1 نيوتن/م2 | 10−5           | 1.0197×10−5       | 9.8692×10−6   | 7.5006×10−3          | 145.04×10−6                        |
| 1 بار                          | 100,000      | ≡ 106 داين/سم2 | 1.0197            | 0.98692       | 750.06               | 14.5037744                         |
| 1 ضغط جوي تقني                 | 98,066.5     | 0.980665       | ≡ 1 كجم ق/سم2     | 0.96784       | 735.56               | 14.223                             |
| 1 ضغط جوي                      | 101,325      | 1.01325        | 1.0332            | ≡ 1 ضغط جوي   | 760                  | 14.696                             |
| 1 ميلليمتر زئبق                | 133.322      | 1.3332×10−3    | 1.3595×10−3       | 1.3158×10−3   | 1ميلليمتر زئبق=1Torr | 19.337×10−3                        |
| 1 باوند ثقلي في البوصة المربعة | 6,894.76     | 68.948×10−3    | 70.307×10−3       | 68.046×10−3   | 51.715               | ≡ 1 psi                            |

1 باسكال ≡ 1 نيوتن/م2 ≡ 1 جول/م3 ≡ 1 كجم/(م1·ثانية2)≡ 10−5 بار   ≡ 10.197×10−6 ضغط جوي   ≡ 9.8692×10−6 ضغط جوي تقني 

## وصلات خارجية
- NIST Guide for the Use of the International System of Units (SI), Appendix B: Conversion Factors